# L'Or dans la montagne (film, 1970)
Pour les articles homonymes, voir L'Or dans la montagne.
Pour plus de détails, voir Fiche technique et Distribution.
L'Or dans la montagne (I recuperanti) est un film italien d'Ermanno Olmi sorti en 1970. 

## Synopsis
D'après un fait véridique : un jeune homme - ancien combattant sur le Front russe -, revenu dans son village natal, déterre des armes et des obus afin de survivre. Un vieil homme le guide dans ses recherches...

## Fiche technique
- Titre du film : L'Or dans la montagne
- Titre original : I recuperanti
- Réalisation, photographie et montage : Ermanno Olmi
- Scénario : Mario Rigoni Stern, Tullio Kezich, Ermanno Olmi
- Format : Eastmancolor, 1 : 33
- Musique : Gianni Ferrio
- Production : Gaspare Palumbo pour RAI
- Pays :  Italie
- Genre : Film dramatique
- Durée : 101 minutes
- Sorties : 20 janvier 1970 aux États-Unis (New York Film Festival) ; 30 janvier 1975 en Italie ; 7 janvier 1981 en France

## Distribution
- Antonio Lunardi : le vieux Du
- Andreino Carli : Gianni
- Alessandra Micheletto : Elsa